# Hamza Benhlima
Hamza Benhlima (en arabe : حمزة بن حليمة), né le 20 février 2004 à Rabat, est un nageur marocain.

## Carrière
Hamza Benhlima remporte aux Championnats d'Afrique de natation 2021 à Accra dans la catégorie juniors la médaille d'or sur 50 mètres dos, la médaille d'argent sur le 400 mètres quatre nages et la médaille de bronze sur 200 mètres nage libre et sur le relais 4 x 100 mètres nage libre mixte.